# عجز صوتي
إن فرضية العجز الصوتي هو تفسير شائع على المستوى الإدراكي لصعوبات القراءة وعسر القراءة. وتقوم هذه الفرضية على أدلة تفيد بأن الأشخاص الذين لديهم عسر القراءة يكون أداؤهم ضعيفًا في الاختبارات التي تقيس قدرتهم على تفسير معاني الكلمات الفارغة باستخدام القواعد الصوتية العادية، وأن هناك ارتباط كبير بين الصعوبات في ربط أصوات اللغة بالحروف وتأخر القراءة أو فشل القراءة لدى الأطفال.
تنص الفرضية الأساسية على أن الفشل في القراءة أو عسر القراءة ينشأ من عجز وظيفي أو بنيوي في مناطق الدماغ في النصف الأيسر المرتبط بعملية تفسير أصوات اللغة. ولقد قام بعض الباحثين بدراسة بنية ووظيفة الممرات العصبية في مناطق اللغة في الدماغ. بينما ركز آخرون على إدراك الأصوات القصيرة أو التي تتغير سريعًا في اللغة، على فرض أن العجز الأساسي هو عجز في التوقيت وليس في الوظيفة إجمالاً.
لقد كانت فرضية العجز الصوتي هي التفسير المهيمن الذي يفضله الباحثون على مدار العقدين الماضيين باعتبارها السبب المحتمل لعسر القراءة، ولكنها مجرد نظرية واحدة من بين عدة نظريات متعارضة. فيشير منتقدو الفرضية الصوتية إلى أنها فشلت في تفسير أعراض عسر القراءة التي لا ترتبط بصعوبات فك الرموز الصوتية، مثل مشكلات الذاكرة قصيرة الأمد أو مشكلات المعالجة البصرية صعوبات التوازن والتنسيق الحركي التي يشيع حدوثها بين العديد من الأطفال والبالغين ممن لديهم عسر قراءة. ويحاجون أيضًا بأن الكثير من أدلة تلك النظرية تعتمد على التفكير الدائري، حيث يعتبر الضعف الصوتي عرضًا مميزًا لعسر القراءة وسبب أساسي لها.